# ارنو نوشکو
اِرنو نوشکو (مجاری: Noskó Ernő؛ زادهٔ ۲۶ مهٔ ۱۹۴۵) بازیکن فوتبال اهل مجارستان بود.
از باشگاه‌هایی که در آن بازی کرده‌است می‌توان به باشگاه فوتبال اوی‌پشت اشاره کرد.
وی به‌همراه تیم ملی فوتبال مجارستان در بازی‌های المپیک تابستانی ۱۹۶۸ به مقام قهرمانی دست پیدا کرده‌است.